# Free (bebida cola)
Free fue la marca de una bebida cola chilena producida y distribuida por la Compañía de Cervecerías Unidas (CCU) entre 1986 y 1994.

## Historia
Tras un conflicto contractual con PepsiCo, CCU perdió el 31 de diciembre de 1985 la licencia de producir productos de dicha multinacional estadounidense —acuerdo que estaba vigente desde 1959—, la que quedó en manos de Baesa (Buenos Aires Embotelladora S.A.). De esta forma, CCU decidió lanzar al mercado una nueva bebida cola que reemplazara a Pepsi.
Free comenzó a ser distribuida el 1 de febrero de 1986 a través de las máquinas dispensadoras ubicadas en restaurantes y fuentes de sodas; del 5 al 10 del mismo mes se realizaron degustaciones durante el XXVII Festival Internacional de la Canción de Viña del Mar, y finalmente el 12 de febrero se inició la venta a nivel nacional de la bebida embotellada. Para su lanzamiento se grabó a fines de enero de 1986 un spot publicitario en una playa de Reñaca, que presentaba un concierto de la banda Engrupo al cual asistieron 3000 espectadores.
En junio de 1993 CCU anunció el relanzamiento de Free con un nuevo sabor —promocionado como «sabor europeo»— y un cambio de logotipo. En 1994 Baesa fue comprada por la CCU y con ello recuperaron la licencia para producir Pepsi, con lo cual Free desapareció del mercado.

### Free Concert
Como forma de incrementar y consolidar la publicidad de esta bebida gaseosa, CCU produjo los «Free Concert», en los que la marca auspiciaba a artistas internacionales consolidados, sobre todo del rock latino. El recital dado por Charly García en el velódromo del Estadio Nacional, el 7 de marzo de 1986, dio inicio a los «Free Concert».
Los primeros conciertos masivos de Soda Stereo en Chile, el 21 y 23 de noviembre de 1986 en el Estadio Chile, también fueron patrocinados por dicha bebida que en ese entonces recién estaba disponible en el mercado. Otras bandas argentinas que participaron de los «Free Concert» fueron G.I.T. y Virus.

## Características
Free tenía un sabor muy similar a la Pepsi aunque un tanto más suave, lo que fue muy bien recibido por el mercado chileno quien valoraba como una alternativa frente a las dos bebidas estadounidenses quienes en ese entonces se enfrentaban en la denominada "guerra de las colas".
La versión con menos calorías (denominada Diet Free, lanzada en 1987) estaba endulzada con sacarina, por lo que era aceptada y consumida por personas con diabetes.